# نينا مونتيانو
نينا مونتيانو هي كاتبة خيال علمي كندية، ولدت في 1954 في غرانبي في كندا.